# Heteroconis curvata
Heteroconis curvata is een insect uit de familie van de dwerggaasvliegen (Coniopterygidae), die tot de orde netvleugeligen (Neuroptera) behoort. 
De wetenschappelijke naam Heteroconis curvata is voor het eerst geldig gepubliceerd door Meinander in 1990.